# 안나카역
안나카역(일본어: 安中駅)은 일본 군마현 안나카시에 있는 동일본 여객철도 · 일본화물철도 신에쓰 본선의 철도역이다. 단선 승강장 2면 2선의 구조를 지닌 지상역이다.

## 타는 곳
| 1 | ■ 신에쓰 본선 | (상행) | 다카사키 방면          |
| 2 | ■ 신에쓰 본선 | (하행) | 이소베 · 요코카와 방면 |

## 화물열차 · 전용선
일본화물철도의 역은, 차급 화물의 취급역으로 되어 있다.
역의 남쪽에 있는 동방 아연 안나카 제작소로의 전용선이 있어, 후쿠시마 임해 철도 미야시타 역부터 아연 수송이 행해지고 있다. 우젠미즈사와역으로의 농초산 수송도 행해지고 있지만, 2008년에 폐지되었다.
예전에는, 컨테이너 화물도 취급되고 있었지만, 이용 감소에 의해 1998년 10월부터 구라가노역으로의 트렁크 대행수송도 변해져, 그 후 1999년 4월 1일부터 트렁크 대행수송도 폐지되어 직접 구라가노역으로 집배되는 것이 개정되었다.

## 이용 현황
| 연도     | 이용 현황 |
| 2000년도 | 2,175     |
| 2001년도 | 2,126     |
| 2002년도 | 2,066     |
| 2003년도 | 2,004     |
| 2004년도 | 1,912     |
| 2005년도 | 1,908     |
| 2006년도 | 1,902     |
| 2007년도 | 1,918     |
| 2008년도 | 1,924     |
| 2009년도 | 1,879     |
| 2010년도 | 1,874     |
| -------- | --------- |

## 역 주변
- 국도 제18호선
- 안나카 시청
- 동방 아연 안나카 제작소

## 인접 정차역
| 동일본 여객철도 신에쓰 본선 | 동일본 여객철도 신에쓰 본선 | 동일본 여객철도 신에쓰 본선 |
| --------------------------- | --------------------------- | --------------------------- |
| 군마야와타 다카사키 방면    | ■ 신에쓰 본선               | 이소베 요코카와 방면        |